# Divulje

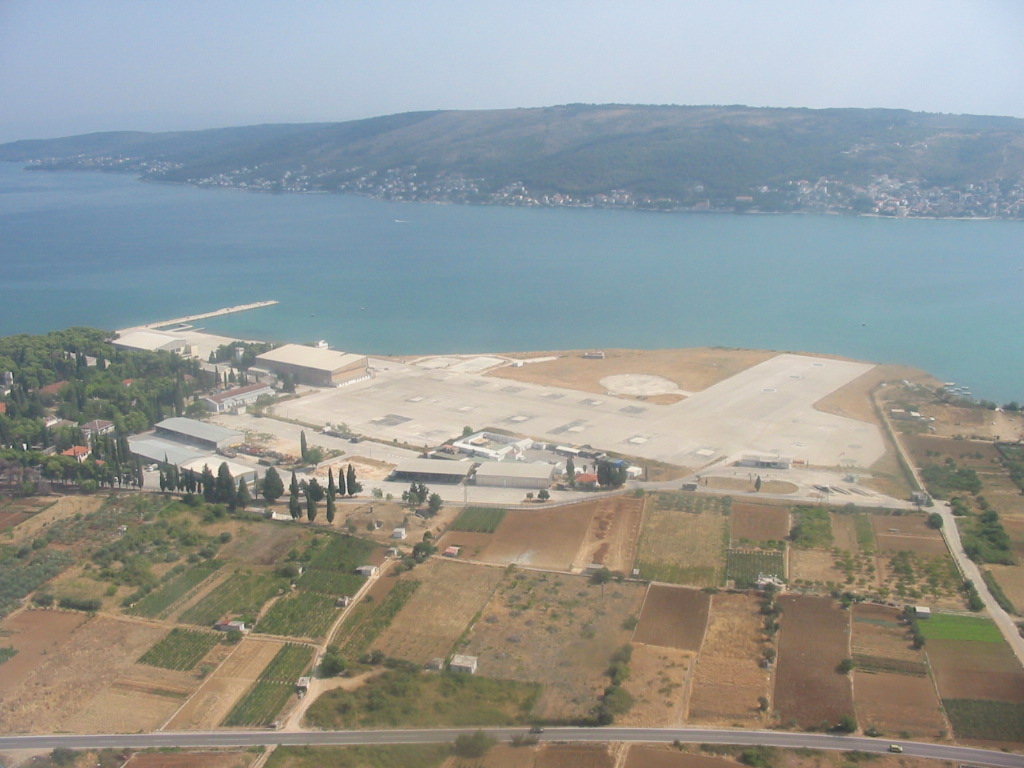
Letecký pohled na letiště Split, umístěného v Divulje

Divulje (italsky "Divuglie") je malá vesnička a přímořské letovisko v Chorvatsku v Splitsko-dalmatské župě, spadající pod opčinu města Trogir. Nachází se u Kaštelského zálivu, těsně mezi městy Kaštela (Kaštel Štafilić) a Trogir. Severně od vesnice se též nachází vesnice Plano. V roce 2011 zde trvale žilo 26 obyvatel. Kromě let 1953 a 1961, kdy zde žilo 552 a posléze 361 obyvatel, bylo Divulje vždy malou vesničkou, většinou s počtem obyvatel kolem třiceti.
Dopravu ve vesnici zajišťuje především silnice D409, která zajišťuje její spojení se silnicí D8, která je zde přeměněna v dálnici.
Divulje je významné zejména tím, že je zde umístěno letiště Split.